# Stomotoca atra
Stomotoca atra är en nässeldjursart som beskrevs av Agassiz 1862. Stomotoca atra ingår i släktet Stomotoca och familjen Pandeidae. Inga underarter finns listade i Catalogue of Life.